# Piłka nożna w Polsce (2021/2022)

## Uczestnicy szczebla centralnego
W rozgrywkach szczebla centralnego w Polsce (Ekstraklasa, I liga i II liga) w sezonie 2021/2022 wzięły udział 54 drużyny:
| LEGPOGŚLĄWARLGDZLUJAGLPOWPŁWKRCRASMIRADBBTGKŁARKŁKSMIEODOWIDSNSCHGKORPNISTORESGPOCCHWIGKALGARŚL2MOTSTRSOSHUTPSILP2ZNIELBBEŁPGMRSTWPU Drużyny, które uczestniczyły w rozgrywkach szczebla centralnego w Polsce w sezonie 2021/2022 (czerwone kropki oznaczają zespoły z Ekstraklasy, zielone z I ligi, natomiast niebieskie z II ligi) | RAKPIAGZATYCJASZSOPODKATSKCRCH Drużyny, które uczestniczyły w rozgrywkach szczebla centralnego w Polsce w sezonie 2021/2022 z województwa śląskiego (czerwone kropki oznaczają zespoły z Ekstraklasy, zielone z I ligi, natomiast niebieskie z II ligi) |

## Rozgrywki piłki nożnej mężczyzn
| Mistrzostwa Polski                                                                           | Mistrzostwa Polski                                                |
| -------------------------------------------------------------------------------------------- | ----------------------------------------------------------------- |
| 1. miejsce - Mistrz Polski                                                                   | Lech Poznań                                                       |
| 2. miejsce - Wicemistrz Polski                                                               | Raków Częstochowa                                                 |
| 3. miejsce                                                                                   | Pogoń Szczecin                                                    |
| Król strzelców ekstraklasy                                                                   | 20 - Ivi López (Raków Częstochowa)                                |
| Klub 100 - Klub 300 - Tabela wszech czasów Ekstraklasy w piłce nożnej                        |                                                                   |
| Europejskie Puchary                                                                          |                                                                   |
| Liga Mistrzów UEFA (2021/2022)                                                               | Legia Warszawa (mistrz 2020/2021)                                 |
| Liga Konferencji Europy UEFA (2021/2022)                                                     | Raków Częstochowa (2. miejsce 2020/2021; Puchar Polski 2020/2021) |
| Liga Konferencji Europy UEFA (2021/2022)                                                     | Pogoń Szczecin (3. miejsce 2020/2021)                             |
| Liga Konferencji Europy UEFA (2021/2022)                                                     | Śląsk Wrocław (4. miejsce 2020/2021)                              |
| UEFA - Współczynnik UEFA - Statystyki występów polskich klubów w europejskich pucharach UEFA |                                                                   |
| Puchar Polski / Superpuchar Polski                                                           |                                                                   |
| Puchar Polski w piłce nożnej (2021/2022)                                                     |                                                                   |
| 1. miejsce - Zdobywca                                                                        | Raków Częstochowa                                                 |
| 2. miejsce - Finalista                                                                       | Lech Poznań                                                       |
| Superpuchar Polski 2022                                                                      | Raków Częstochowa                                                 |

## System ligowy
| Poziomy rozgrywkowe w sezonie 2021/2022 | Poziomy rozgrywkowe w sezonie 2021/2022 | Poziomy rozgrywkowe w sezonie 2021/2022                               | Poziomy rozgrywkowe w sezonie 2021/2022                                                                                  |
| --- | --------------------------------------- | --------------------------------------------------------------------- | --- |
| Centralne | I                                       | Ekstraklasa w piłce nożnej (2021/2022)                                | Górnik Łęczna, Wisła Kraków, Bruk-Bet Termalica Nieciecza                                                                |
| Centralne | II                                      | I liga polska w piłce nożnej (2021/2022)                              | Miedź Legnica, Widzew Łódź, Korona Kielce GKS Jastrzębie, Górnik Polkowice, Stomil Olsztyn                               |
| Centralne | III                                     | II liga polska w piłce nożnej (2021/2022)                             | Stal Rzeszów, Chojniczanka Chojnice, Ruch Chorzów GKS Bełchatów, Sokół Ostróda, Pogoń Grodzisk Mazowiecki, Wigry Suwałki |
| Makroregionalne | IV                                      | III liga polska w piłce nożnej (2021/2022) 4 grupy: I - II - III - IV | Polonia Warszawa, Kotwica Kołobrzeg, Zagłębie II Lubin, Siarka Tarnobrzeg                                                |
| Okręgowe (16 okręgów) | V                                       | IV liga polska w piłce nożnej (2021/2022) 20 Grup                     | |
| Okręgowe (16 okręgów) | VI                                      | Klasa Okręgowa/V liga                                                 | |
| Okręgowe (16 okręgów) | VII                                     | Klasa A/Klasa Okręgowa                                                | |
| Okręgowe (16 okręgów) | VIII                                    | Klasa B/Klasa A                                                       | |
| Okręgowe (16 okręgów) | IX                                      | Klasa C/Klasa B                                                       | |
| System ligowy piłki nożnej w Polsce - Tabela wszech czasów polskiej I ligi piłkarskiej - Tabela wszech czasów polskiej II ligi piłkarskiej |                                         |                                                                       | |
| IV liga grupy: dolnośląska wschód - dolnośląska zachód - kujawsko-pomorska - lubelska - lubuska - łódzka - małopolska wschód - małopolska zachód - mazowiecka północna - mazowiecka południowa - opolska - podkarpacka - podlaska - pomorska - śląska I - śląska II - świętokrzyska - warmińsko-mazurska - wielkopolska - zachodniopomorska |                                         |                                                                       | |
| Okręgowe rozgrywki - 16 województw (OZPN): dolnośląskie - kujawsko-pomorskie - lubelskie - lubuskie - łódzkie - małopolskie - mazowieckie - opolskie - podkarpackie - podlaskie - pomorskie - śląskie - świętokrzyskie - warmińsko-mazurskie - wielkopolskie - zachodniopomorskie                                                           |                                         |                                                                       | |

## Inne rozgrywki piłkarskie
| Rozgrywki młodzieżowe / Mistrzostwa Polski juniorów w piłce nożnej | Rozgrywki młodzieżowe / Mistrzostwa Polski juniorów w piłce nożnej                                |
| ------------------------------------------------------------------ | ------------------------------------------------------------------------------------------------- |
| Centralna Liga Juniorów w piłce nożnej                             | Centralna Liga Juniorów w piłce nożnej (2021/2022) · Zagłębie Lubin Arka Gdynia Legia Warszawa    |
| Piłka nożna kobiet w Polsce                                        |                                                                                                   |
| Ekstraliga polska w piłce nożnej kobiet                            | Ekstraliga polska w piłce nożnej kobiet (2021/2022) · UKS SMS Łódź Górnik Łęczna Czarni Sosnowiec |